# ОШ „Горња варош” Земун
Основна школа „Горња варош” налази се у улици Добановачкој 72, у Земуну.

## Историја
Школа је основана 31. октобра 1799. на захтев живља Горње вароши, односно тадашњег српског дела Земуна. У данашњем центру ове општине у то време живело је немачко становништво које је имало своје школе. При Цркви Свете Тројице је дозвољено да се оснује школа за српско становништво, што је учинио митрополит Стефан Стратимировић.
Првобитна зграда школе била је на истом месту. Крајем 19. века направљена је нова зграда, са друге стране цркве, и у том објекту она је радила све до 1968. када је на старом месту изграђено садашње школско здање. Дотадашња зграда коришћена је као други део школе па је претворена у школу за образовање одраслих, данас Школа за основно образовање одраслих „Бранко Пешић”. 
Школа никада није прекидала рад. Једино врло кратко у току Првог светског рата. Тада је једна мађарска јединица била смештена у школи. Између два светска рата звала се „Краљевић Андреј”, а после ослобађања од окупатора и „Владимир Назор”. Садашње школско здање подигнуто је у време градоначелниковања чувеног Бранка Пешића који је становао недалеко.

## Опис школе
Настава у школи је организована у две смене, а за ученике 1. и 2. разреда постоји организован продужени боравак. 
Испред главног улаза школе је „мало двориште” које ученици, углавном, користе за дружење на великом одмору, док се иза школе налази велико школско двориште, са уређеним кошаркашким и фудбалским тереном.
Школа има кабинете за предметну наставу, фискултурну салу, пространи хол, у коме се одржавају разне приредбе и прославе и организују изложбе учемичких радова.
2019. године, школа је прославила 220 година постојања, представом у „Мадленијануму”, доделом награда, хорским наступом и ђачком приредбом. Директор школе је уручио награде ђацима од 1. до 4. разреда поводом литерарног конкурса који је организовала школа. Након доделе награда, ђачки хор отпевао је песму посвећену школи и уследила је представа у којој су учествовали најмлађи ђаци.